# بروم (بيدفوردشير)
بروم (بالإنجليزية: Broom, Bedfordshire)‏ هي قرية تقع في المملكة المتحدة في شرق انجلترا. يقدر عدد سكانها بـ 800 نسمة .